# Pontiac Grand Ville
Der Pontiac Grand Ville war ein von dem US-amerikanischen Automobilhersteller General-Motors unter der Automobilmarke Pontiac gebautes Modell der oberen Mittelklasse, das von 1970 bis 1975 angeboten wurde. Es zählt in den USA zu den so genannten Full-Size-Cars.

## Modellgeschichte
Im Zuge der Modellerneuerung zum Modelljahr 1971 ordnete Pontiac das Programm seiner großformatigen Full-Size-Baureihen neu. Hatte sich das Programm zuvor in das Einstiegsmodell Catalina, den besser ausgestatteten Executive und das Spitzenmodell Bonneville gegliedert (letztgenannte beide auf einem längeren Radstand als der Catalina), so bot das Werk nun Catalina und Catalina Brougham auf kurzem (3140 mm) und Bonneville sowie das neue Spitzenmodell Grand Ville auf langem Radstand (3200 mm) an; 1973 wurde der Radstand aller großen Pontiac-Limousinen auf 3150 mm vereinheitlicht.
Den Grand Ville gab es als zweitüriges Coupé, viertürige Limousine, Cabriolet sowie 1973 bis 1974 auch als sechs- bis neunsitzigen Kombi (unter der Bezeichnung „Grand Safari“). Angetrieben wurde der Grand Ville bis 1974 ausschließlich von einem 7,5-Liter-V8-Ottomotor (455 in3) mit einem Doppel-Registervergaser der 215 bhp bei 3600 min−1 leistete. Als Extra war eine 250 bhp starke Version verfügbar.
1975 wurde der Motor durch einen 6,6-Liter-V8 ersetzt, mit nur noch 185 bhp.
Der Grand Ville hob sich vom Bonneville vor allem durch seine gehobene Ausstattung ab (Holzeinlagen am Armaturenbrett, hintere Leseleuchte usw.) und besaß bis 1974 zudem eine andere Dachlinie mit breiteren C-Säulen. 1975 erhielt der Bonneville ebenfalls dieses Dach und die Grand Ville-Baureihe trug nun offiziell die Bezeichnung Grand Ville Brougham.
Zum Modelljahr 1976 wurde der Grand Ville durch den Bonneville Brougham abgelöst.
In fünf Jahren wurden vom Grand Ville 272.000 Stück gebaut.

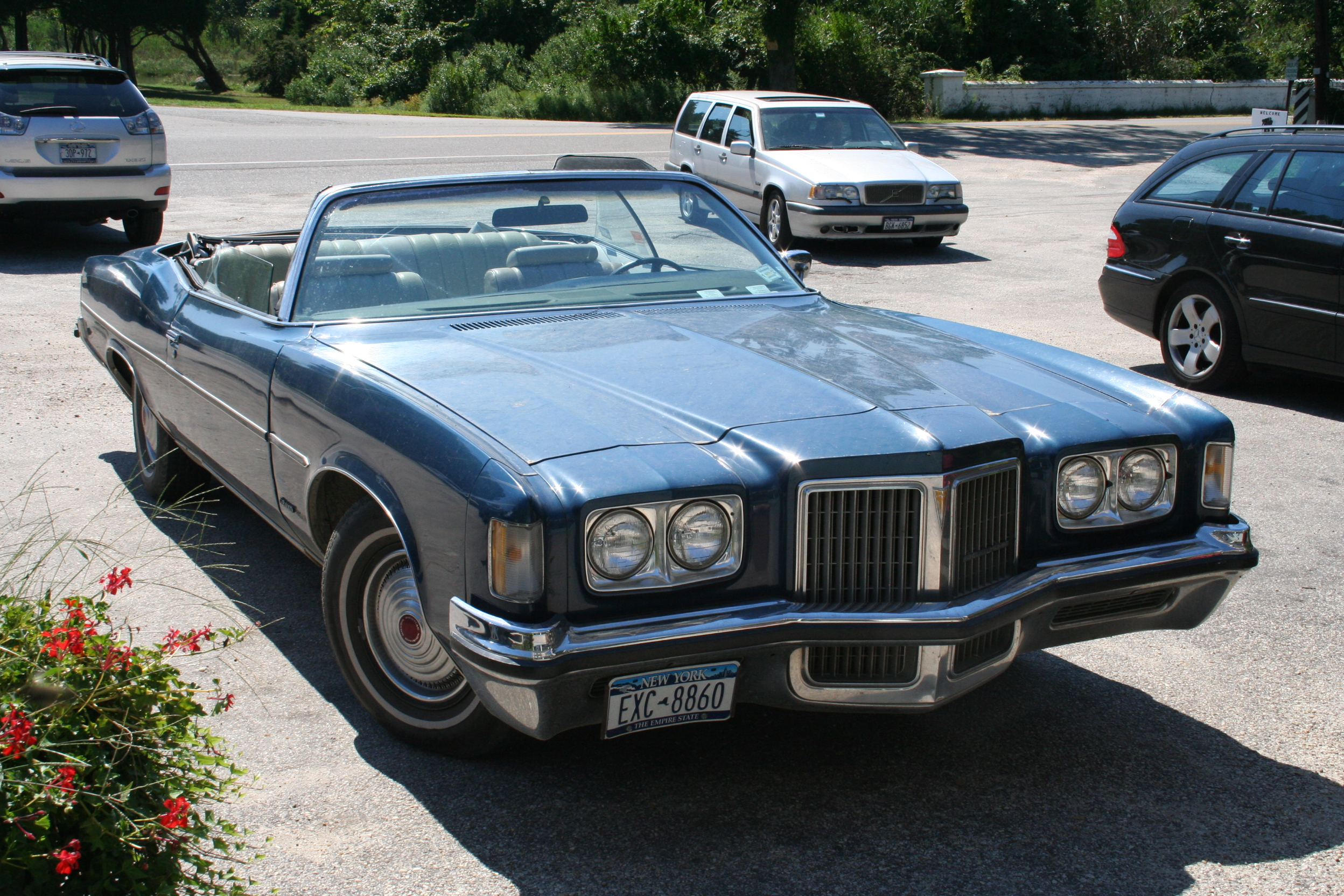
Pontiac Grand Ville Convertible (1972)
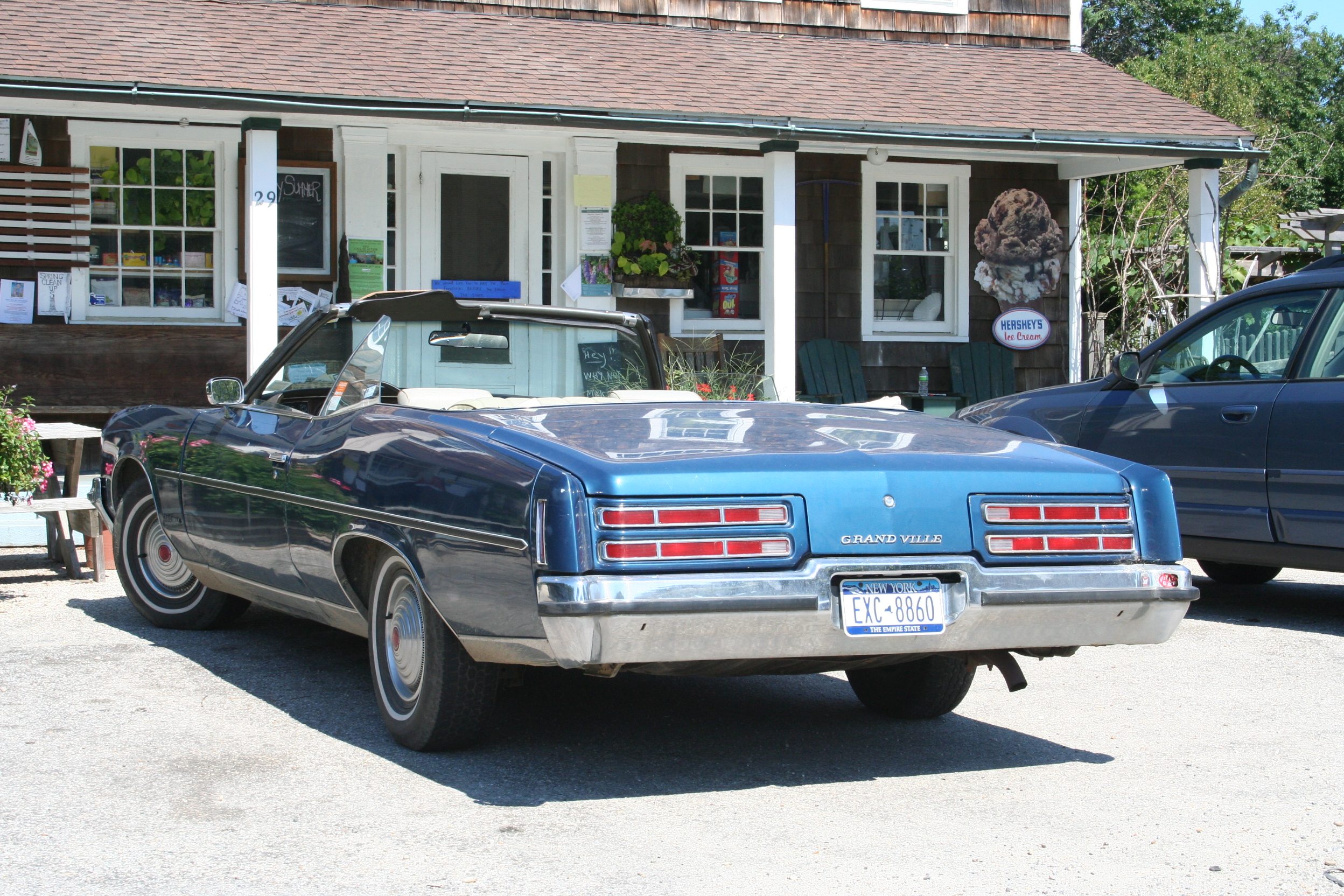
Heckansicht